# Desa Cikujang (administrativ by i Indonesien, lat -6,94, long 106,90)
Desa Cikujang är en administrativ by i Indonesien.   Den ligger i provinsen Jawa Barat, i den västra delen av landet, 80 km söder om huvudstaden Jakarta.